# Dibamus smithi
Espèce
Statut de conservation UICN

 DD  : Données insuffisantes
Dibamus smithi est une espèce de sauriens de la famille des Dibamidae. 

## Répartition
Cette espèce est endémique du centre du Viêt Nam.

## Étymologie
Cette espèce est nommée en l'honneur de Malcolm Arthur Smith.

## Publication originale
- Greer, 1985 : The relationships of the lizard genera Anelytropsis and Dibamus. Journal of Herpetology, vol. 19, n. 1, p. 116-156.